# Aphelinus toxopteraphidis
Aphelinus toxopteraphidis är en stekelart som beskrevs av Kurdjumov 1913. Aphelinus toxopteraphidis ingår i släktet Aphelinus och familjen växtlussteklar.
Artens utbredningsområde är:
- Ungern.
- Ukraina.

Inga underarter finns listade i Catalogue of Life.